# Podabacia lankaensis
Espèce
Synonymes
- Podabacia crustacea (Pallas, 1766) (préféré par UICN)

Statut CITES
Podabacia lankaensis est une espèce de coraux appartenant à la famille des Fungiidae.